# Animatógrafo do Rossio

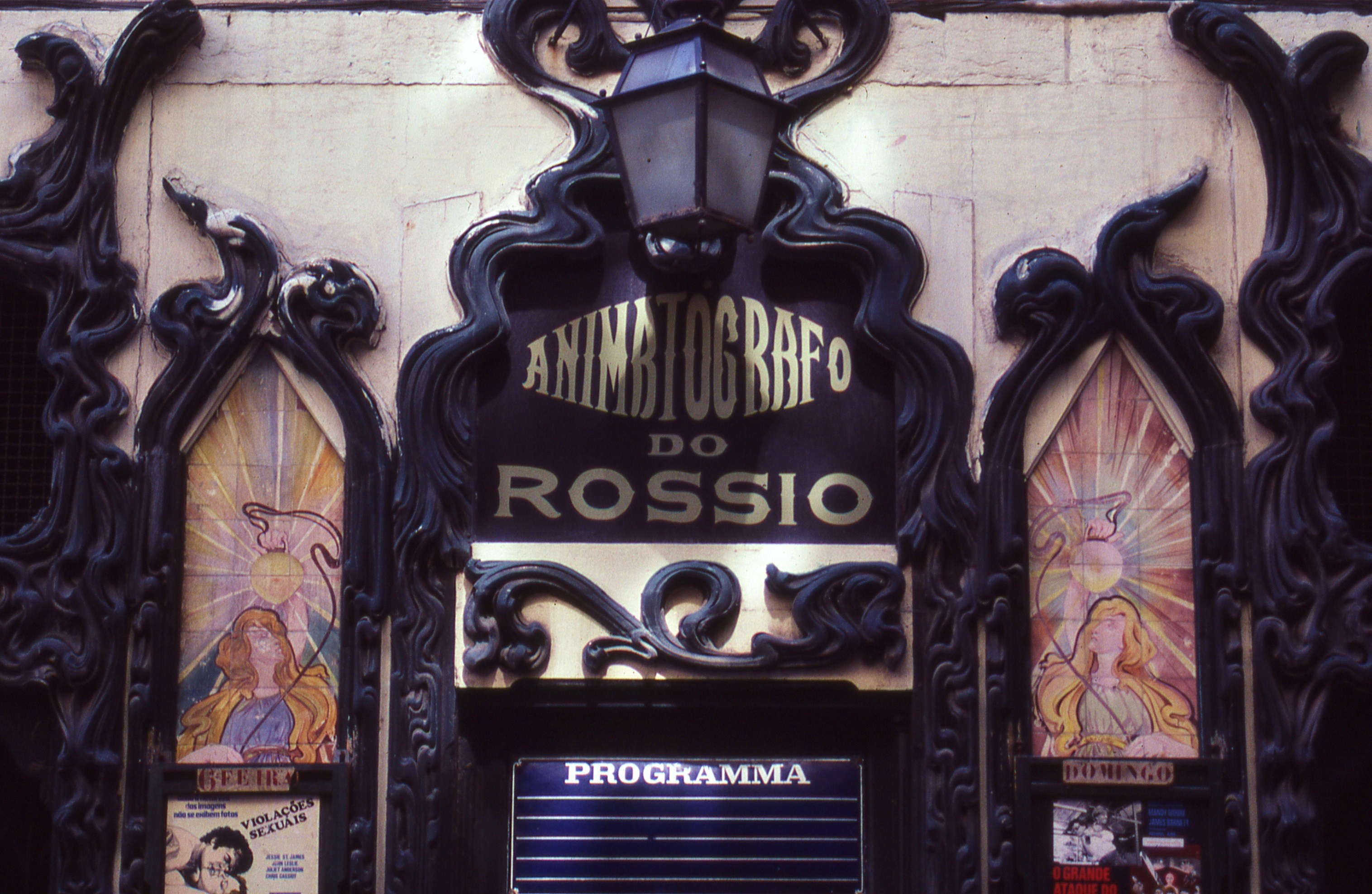
Detail der Fassade des Kinos

Der Animatógrafo do Rossio ist ein Kino in der Stadtgemeinde Santa Maria Maior der portugiesischen Hauptstadt Lissabon.
Es wurde 1907 nach dem Animatógrafo dos Armazéns do Chiado und der Music Hall als drittes Lichtspielhaus der Stadt von den Brüdern José und Ernesto Cardoso Correia am Ende der Rua dos Sapateiros, nahe dem zentralen Rossio, eingerichtet. Eröffnet wurde der Kinosaal mit damals 100 Plätzen am 8. Dezember 1907 mit dem Spielfilm A Aventureira.
Die reich dekorierte Fassade gilt heute als eines der repräsentativsten Beispiele des Jugendstils in Portugal, der hier eine sehr landestypische Ausprägung erfuhr. Die Fassade ziert eine in dunklem Grün bemalte Holzschnitzerei mit ornamentalen Motiven, die den Eingang links, den Ausgang rechts und den Kartenverkauf in der Mitte umrahmen. Dazwischen sind Fliesenpaneele von M. Queriol angebracht, die zwei Frauenfiguren zeigen.
Der Saal diente zunächst als Kino, später als Varietébühne und Kindertheater. 1984 schlug die Associação Portuguesa de Realizadores vor, hier ihren Sitz einzurichten. Diese Pläne wurden niemals umgesetzt. Heute befindet sich in dem Kino ein Sexshop mit Pornokino.
Der Animatógrafo  ist in das Inventário Municipal de Património eingetragen.